# Rio Solimões

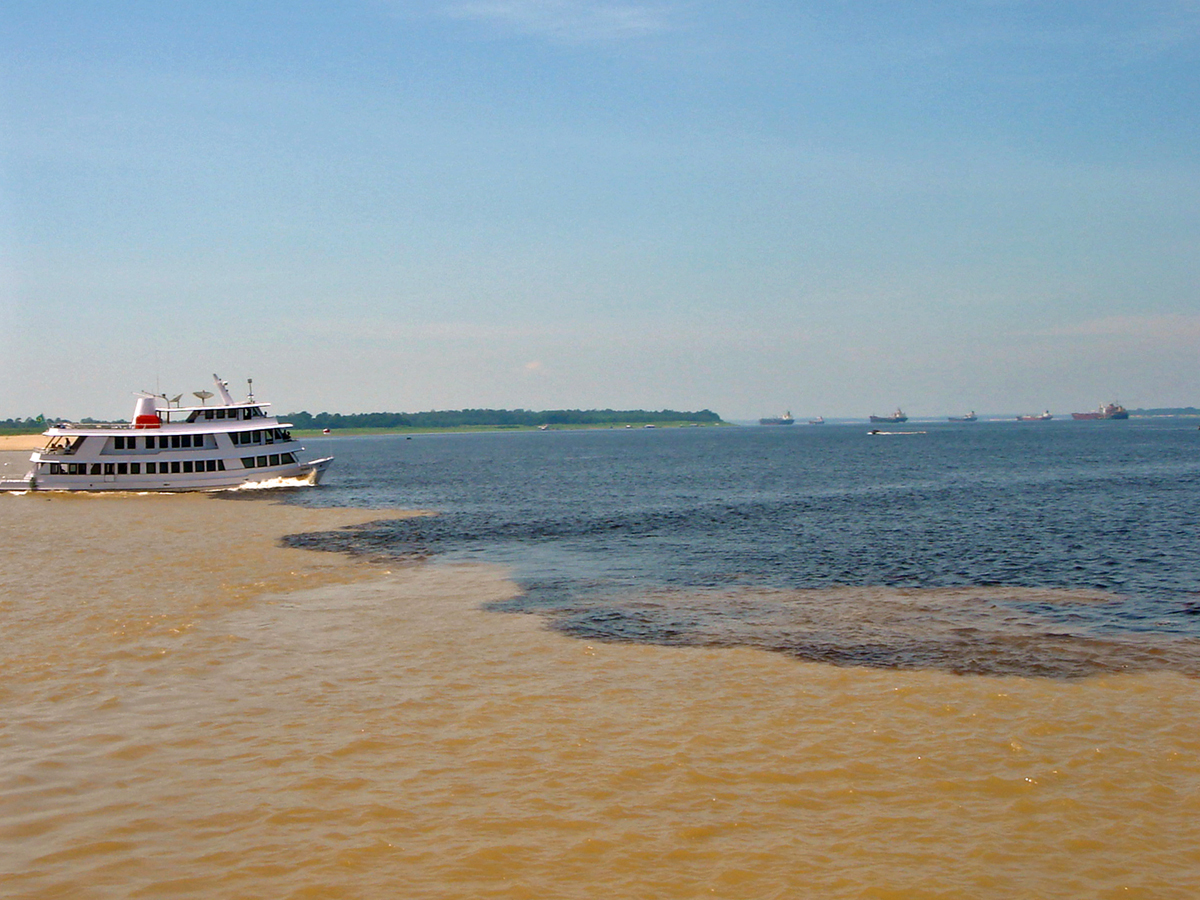
La rencontre des Eaux du rio Solimões et du rio Negro.

Le rio Solimões est la partie de l'Amazone comprise entre la triple frontière Brésil-Colombie-Pérou et la ville de Manaus. Sa longueur est 1 630 km, son débit de 38 000 m3/s à la triple frontière (à Tabatinga en amont du confluent avec le rio Javari), passe à 103 000 m3/s en amont du confluent avec le rio Negro à Manaus. Le fleuve prend pour tout le monde le nom d'Amazone en aval de ce confluent.
La partie amont de l'Amazone, qui s'écoule depuis le point de confluence du río Marañón et du río Ucayali porte aussi le nom de Solimões pour certains brésiliens. Par contre, la plupart des péruviens et colombiens (hispanisants) appellent Amazonas (Amazone) cette partie amont, mais certains conservent ce nom jusqu'à l'océan Atlantique, d'autres encore acceptent le nom brésilien (donc portugais) Solimões entre Tabatinga et Manaus. Pour les autres pays, la plupart nomment le fleuve Amazone dès la jonction entre le río Marañon et le río Ucayali, mais le nom de Solimões est souvent utilisé pour distinguer la partie du fleuve située en amont du confluent remarquable où se situe Manaus, ville principale de l'Amazonie.
Le rio Solimões est un énorme cours d'eau qui reçoit un grand nombre d'affluents. Certains sont parmi les plus importants du système amazonien, notamment :
- en rive droite : le rio Javari, le rio Jandiatuba, le rio Jutaí, le rio Juruá, le rio Tefé, le rio Coari, le rio Purus

- en rive gauche : le río Putumayo (ou río Içá), le río Caquetá (ou río Japurá, le río Badajós)

Le confluent du río Solimões (aux eaux boueuses) et du rio Negro (aux eaux noires) est remarquable, non seulement par la largeur comparable des deux affluents (près de trois kilomètres chacun, et même dix kilomètres en amont pour le rio Negro), mais aussi par leurs teintes très contrastées, et le fait que ces eaux s'écoulent sans se mélanger pendant des dizaines de kilomètres, comme deux fleuves s'écoulant côte à côte dans le même lit. Le mélange finit quand même par se faire car le río Solimões est beaucoup plus profond et rapide que le rio Negro. Son débit est en réalité trois fois plus important (103 000 m3/s contre 29 300 m3/s), ses eaux passent sous les eaux noires du rio Negro et finissent par les absorber. L'arrivée du rio Madeira, encore plus boueux que le río Solimões, achève ce processus 150 km en aval.